# بازبینه پیش از پرواز

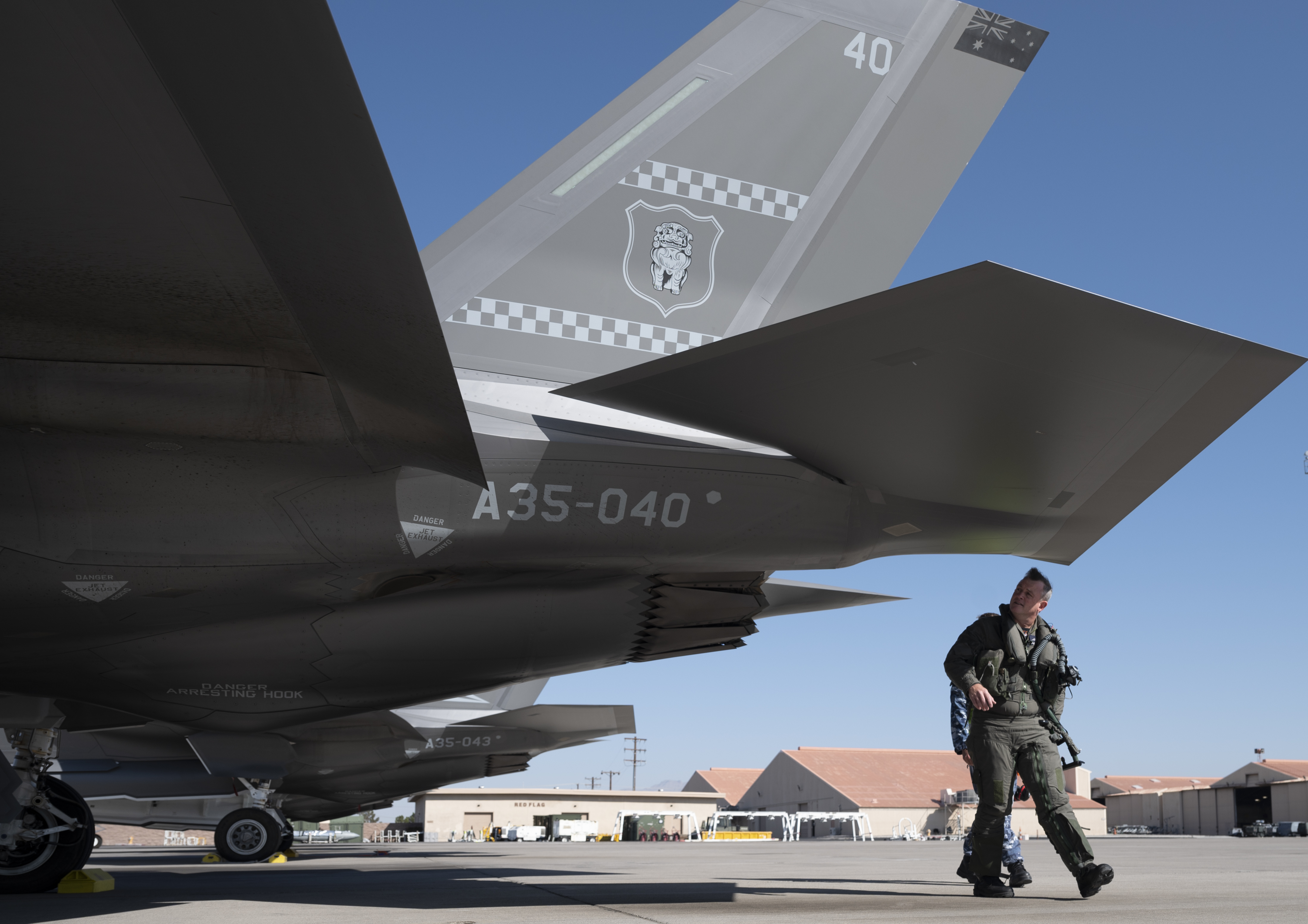
نمایی از یک خلبان نیروی هوایی سلطنتی استرالیا در حال بازرسی قبل از پرواز از یک جنگندهٔ F-35A Lightning II در پایگاه نیروی هوایی نلیس، نوادا - ۲۷ آوریل ۲۰۲۲

فهرست بازبینی پیش از پرواز یا بازبینه پیش از پرواز در هوانوردی، فهرستی از کارهایی است که باید توسط خلبان و خدمه پرواز پیش از برخاست هواپیما انجام شوند. هدف از انجام این کار، بهبود ایمنی پرواز است که با اطمینان از فراموش نشدن کارهای مهم انجام می‌شود. انجام ندادن بازرسی درست پیش از پرواز با استفاده از بازبینه، دلیل مهمی برای سوانح و حوادث هوایی است.
تمام خلبانان در مورد اهمیت بازبینه پیش از پرواز توجیه می‌شوند، اما برخی از آنان این موارد را نادیده می‌گیرند. عواقب این تصمیم را می‌توان در تاریخ سوانح هوایی به وضوح مشاهده کرد.
بازبینه پیش از پرواز برای هر پرنده‌ای متفاوت است و می‌تواند توسط خدمه یا خلبان انجام شود. در این رشته از فعالیت‌ها، کارهای مورد نیاز در قسمت‌های دماغه و کابین انجام می‌شود و قسمت‌های پشتی هواپیما و بال‌ها کنترل می‌شوند. در صورت وجود مشکل، از پرواز پرنده جلوگیری می‌شود.

## نمونه
بازخوانی یک بازبینه نشان داد که در سانحه سقوط گلف‌استریم ۴ در ۳۱ مه ۲۰۱۴ قفل سطوح کنترل پرواز و درها، فعال بوده‌است. ستاد ملی ایمنی حمل و نقل ایالات متحده آمریکا داده‌ها را از ضبط کننده هواپیما بارگیری کرد و دریافت که در ۹۸٪ از ۱۷۵ برخاست‌های پیشین آن هواپیما، کنترل پرواز به‌طور کامل انجام نشده‌است. انجمن هوانوردی تجاری ملی ۱۴۳٬۷۵۶ پرواز ۳۷۹ جت تجاری را بین سال‌های ۲۰۱۳ تا ۲۰۱۵ بررسی کرد و دریافت که ۱۵٪/۶ چک‌های کنترل پرواز تنها به صورت جزئی بوده و در ۲٪/۰۳ پروازها هیچ بررسی پیش از پروازی انجام نشده‌است.

## تاریخچه
بر پایه پژوهش‌گر و نویسنده آتول گاوانده، مفهوم "بازبینه پیش از پرواز" نخستین‌بار توسط مدیران و مهندسان بوئینگ مطرح شد. آنان پس از مرگ دو خلبان در سانحه سقوط پیش‌نمونه بوئینگ بی-۱۷ فلایینگ فورترس (که بعدها "مدل ۲۹۹" نام‌گذاری شد) در پایگاه نیروی هوایی رایت-پترسون در دیتون، اوهایو در سال ۱۹۳۵ (میلادی) این مفهوم را تعریف کردند. بررسی‌ها نشان دادند که خلبان‌ها فرموش کرده بودند قفل سطوح کنترل پرواز و درها را غیرفعال کنند. مجله لایف جزئیات مفصل این سانحه و بازبینه آن را در ۲۴ اوت ۱۹۴۲ (میلادی) منتشر کرد.